# Терёхин, Иван Дмитриевич
Иван Дмитриевич Терёхин (род. 22 октября) 1922, с. Максимовка, Кокчетавский уезд, Омская губерния, Киргизская Автономная Социалистическая Советская Республика, РСФСР) — младший лейтенант Советской Армии, участник Великой Отечественной войны, Герой Советского Союза (1943).

## Биография
Иван Терёхин родился 22 октября 1922 года в селе Максимовка Кокчетавского уезда Омской губернии, Киргизская Автономная Социалистическая Советская Республика, РСФСР (ныне — Сандыктауский район Акмолинской области Казахстана). После окончания средней школы работал бухгалтером. В 1941 году Терёхин был призван на службу в Рабоче-крестьянскую Красную Армию. С мая 1942 года — на фронтах Великой Отечественной войны.
К октябрю 1943 года гвардии старший сержант Иван Терёхин командовал орудием 4-го гвардейского истребительно-противотанкового артиллерийского полка 38-й армии Воронежского фронта. Отличился во время битвы за Днепр. 12 октября 1943 года Терёхин участвовал в рейде в немецкий тыл в районе села Блистовица Бородянского района Киевской области Украинской ССР. 17 октября 1943 года во время разгрома окружённой группы вражеских солдат и офицеров в районе сёл Старые Петровцы и Новые Петровцы Вышгородского района расчёт Терёхина своим огнём сорвал попытки окружённых вырваться из кольца.
Указом Президиума Верховного Совета СССР от 24 декабря 1943 года гвардии старший сержант Иван Терёхин был удостоен высокого звания Героя Советского Союза с вручением ордена Ленина и медали «Золотая Звезда».
В 1946 году в звании младшего лейтенанта Терёхин был уволен в запас. Проживал и работал в Кзыл-Орде.
После 1964 года сведений о нём нет. 
Был также награждён двумя орденами Отечественной войны 1-й степени и рядом медалей.